# Église Sainte-Cécile de Cos
Vous lisez un « article de qualité » labellisé en 2017.
Pour les articles homonymes, voir Sainte-Cécile, Sainte Cécile, Cécile et Cos.
L'église Sainte-Cécile de Cos (en catalan : Santa Cecília de Cos ou Santa Cecília de Coç) est une église de styles préroman et roman construite entre le IXe et le XIe siècles située au Tech, dans le département français des Pyrénées-Orientales.
Petite chapelle rurale désaffectée d'une douzaine de mètres de long, Sainte-Cécile de Cos est construite sur un plan simple : une nef rectangulaire prolongée à l'est d'un chevet plat, le tout éclairé de quelques fenêtres étroites à simple ébrasement. Démunies de tout mobilier, ses ruines ont été restaurées au XXe siècle.
L'histoire de Sainte-Cécile commence au IXe siècle sous le vocable de sainte Marie, lorsqu'elle est une possession de l'abbaye Sainte-Marie d'Arles-sur-Tech. Le territoire de Cos se développant, elle est agrandie, embellie, et accède au statut d'église paroissiale en 1159.
Ce statut est perdu vers 1600 et la chapelle est peu à peu abandonnée. Elle est pillée lors de la guerre du Roussillon (fin XVIIIe siècle). Alors qu'elle est désaffectée et tombe en ruines, ses murs sont relevés et une voûte de béton est élevée afin de la protéger dans les années 1990.

## Localisation
| \| Pic du Canigou St-Martin du Canigou Abbaye d'Arles-sur-Tech Le Tech Montferrer Prats-de-Mollo Sainte-Cécile Col d'Ares Vinça Batère Notre-Dame-du-Coral Sainte-Marguerite Serralongue \| Répartition des principaux lieux cités dans cet article. |
| Pic du Canigou St-Martin du Canigou Abbaye d'Arles-sur-Tech Le Tech Montferrer Prats-de-Mollo Sainte-Cécile Col d'Ares Vinça Batère Notre-Dame-du-Coral Sainte-Marguerite Serralongue                                                                |

Le massif du Canigou est le plus oriental des massifs des Pyrénées dépassant 2 000 m. Situé dans le département français des Pyrénées-Orientales, il sépare les régions naturelles et historiques de tradition catalane du Vallespir, au sud, et du Conflent au nord.
C'est sur le flanc sud de ce massif, à environ 650 m d'altitude, que se situe l'église Sainte-Cécile de Cos, sur un épaulement orienté au sud et dominant de cent cinquante mètres le lit du fleuve Tech, sur la commune également appelée Le Tech. Elle est surplombée par un petit plateau appelé pla de Cos puis par un éperon rocheux au sommet duquel se trouve la tour de Cos.
L'église se dresse au bord de la route départementale D44 qui relie Le Tech à Montferrer, entre le mas Sainte-Cécile et le mas de Cos.

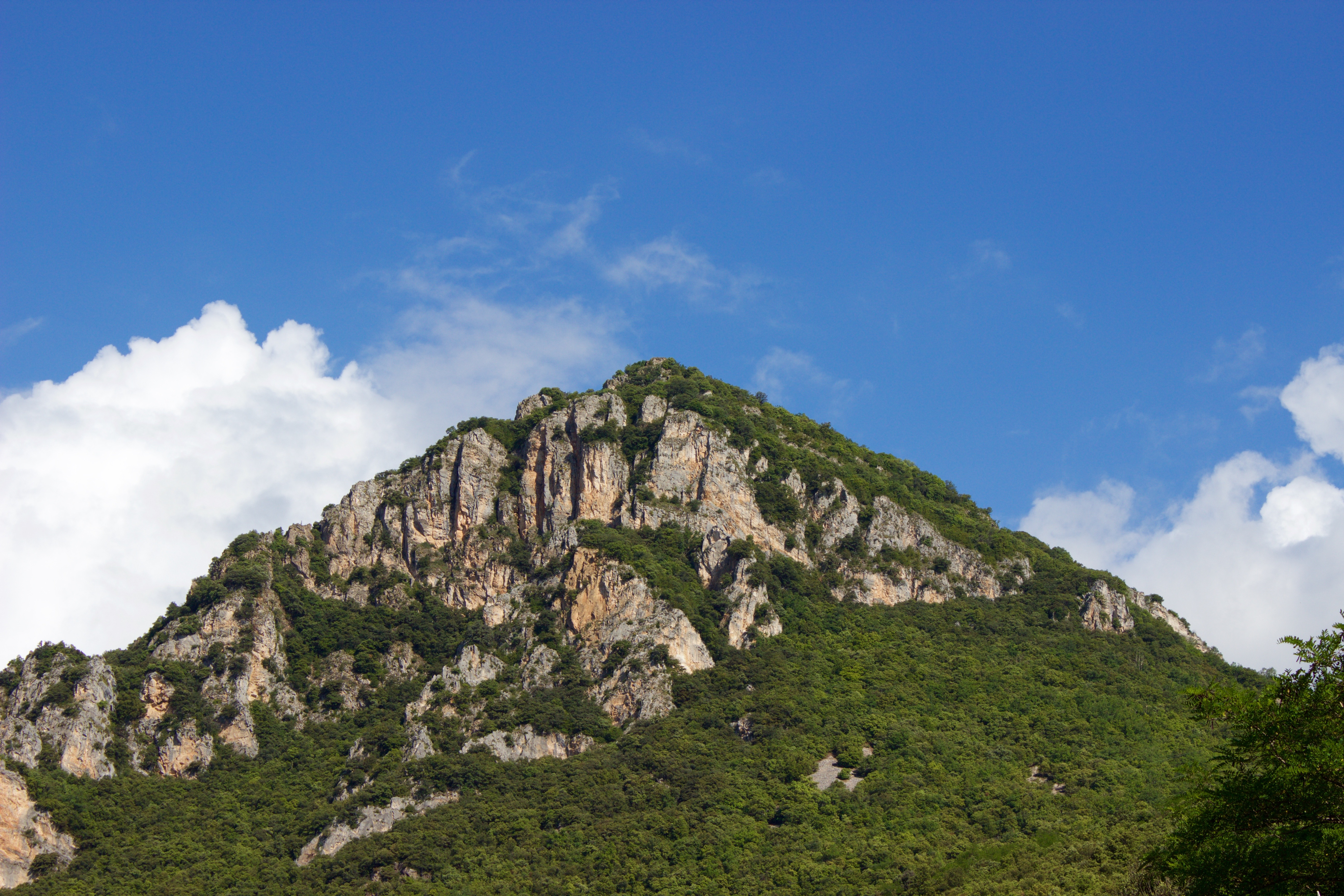
Le roc de Cos vu depuis Sainte-Cécile.
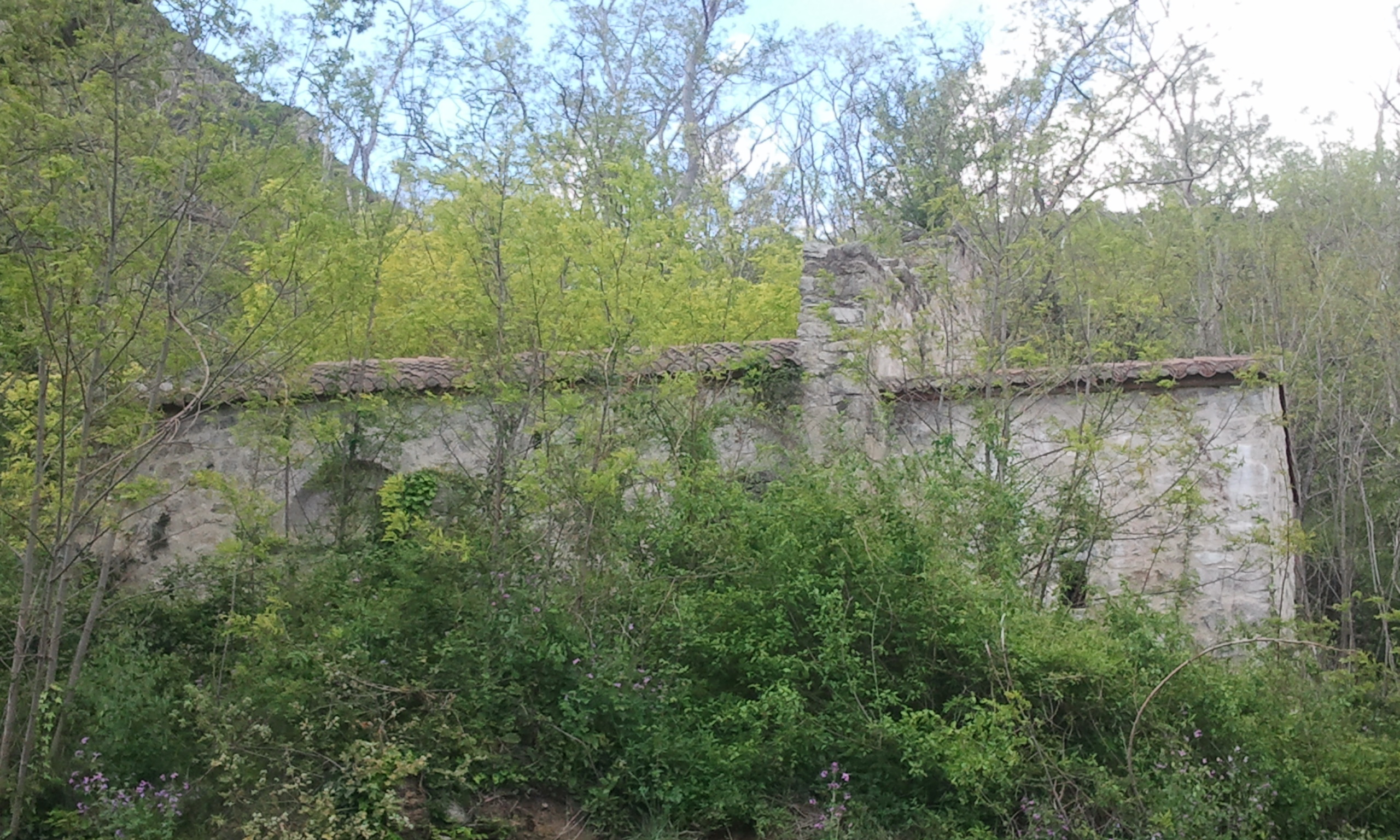
Sainte-Cécile vue depuis la route.

## Toponymie
Dans le nom de Cos, le s se prononce, comme dans « cosse ».
Les différentes formes connues du nom de Cos sont, au IXe siècle, Cotsio (en 869), Cotso (en 881), ainsi que Cotxo. Cocio apparait dans un texte de 1036,. Le nom catalan est Cos d'après Lluís Basseda et le Nomenclàtor toponímic de la Catalunya del Nord de l'Université de Perpignan, alors que la Gran Enciclopèdia Catalana et Catalunya romànica utilisent Coç.
Ce nom provient probablement de celui d'une personne et d'un domaine : soit le germanique Cottio, soit le latin Coccius. Ces deux formes peuvent avoir donné le roman Cotx, puis Cox et enfin Cos. D'autres origines ont été proposées : les mots latins Cotis (« pierres ») ou Cursus (« passage »), mais ces formes, selon les règles d'évolution de la langue romane, n'auraient pas donné Cotx, mais Cots ou Cors.
Selon Aymat Catafau, la première mention de l'église Sainte-Cécile dans un texte date de 1159. Pour Jean Ribes, l'église était auparavant dédiée à sainte Marie.

## Historique

### Lacellade Cos
Dans le contexte du Moyen Âge catalan, une cella (en catalan moderne : cel·la) est un lieu où vit une petite communauté monastique, d'abord de façon indépendante puis, à partir de l'époque carolingienne, sous l'emprise d'une abbaye. Des moines y vivent, y célèbrent la messe, défrichent puis cultivent les terres,. C'est sous l'impulsion des moines bénédictins qu'au cours des IXe et Xe siècles, après le retrait des Maures, la population du Vallespir s'accroît, les cellae et monastères cristallisant autour d'eux des noyaux de peuplement.
La cella de Cos est citée, au IXe siècle, dans trois diplômes accordés par les rois francs carolingiens à l'abbaye d'Arles-sur-Tech. Un précepte de Charles II le Chauve daté du 23 février 869 cite la cella quae vocatur Cotsio (« cella qu'on appelle Cotsio ») dans la liste des possessions de l'abbaye, à laquelle il accorde le privilège de libre circulation des moines et l'immunité,. En 878, Louis II le Bègue confirme cette immunité à l'abbé Castellan II et accorde au monastère d'Arles la libre élection de son abbé. Ce texte précise notamment les limites du territoire de Cos (ca). Le 30 août 881, Carloman II confirme à nouveau l'immunité de l'abbé d'Arles, nommé Suniefred, et de ses possessions, dont la Cella de Cotso,.
Le lieu d'installation de la cella se trouve sur une voie relativement importante à cette époque, reliant le Conflent, depuis Vinça, au Vallespir et se prolongeant à partir de Cos vers le sud des Pyrénées, soit par l'ermitage Notre-Dame-du-Coral, soit par la chapelle Sainte-Marguerite du col d'Ares, où se trouve un hospice. La cella de Cos, comme Notre-Dame-del-Coral et la chapelle du col d'Ares, servent de refuge aux voyageurs empruntant ce chemin, qui sont des pèlerins se rendant à Saint-Jacques-de-Compostelle, mais aussi des migrants venant chercher du travail dans la région. En effet, durant tout le Moyen Âge, le Vallespir et le massif du Canigou demandent des bras, notamment dans le travail du fer (mines, forges, commerce), au point qu'une partie de ce chemin est appelée « la route du fer » (el cami del ferro).
À cette époque, la chapelle de la cella est dédiée à sainte Marie, selon Jean Ribes.
C'est sans doute durant la deuxième moitié du IXe siècle, qu'un tout petit lieu de culte (dont il ne reste que l'actuelle abside) est construit, accompagné d'un bâtiment servant de refuge aux voyageurs. Ce sanctuaire est prolongé d'un arc triomphal et d'une nef voûtée autour de l'an mille,.

### La paroisse Sainte-Cécile
Au XIIe siècle, l'amélioration des conditions de vie des habitants de la région se poursuit, avec l'apparition en Vallespir d'une industrie du drap et du tissu : installation d'ateliers de tissage et de moulins, culture de plantes textiles.
Le développement de la population autour de la cella de Cos justifie la création d'une paroisse. L'église est consacrée une nouvelle fois (peut-être la troisième), devient paroissiale sous le patronage de sainte Cécile le 21 octobre 1159,,. L'évêque d'Elne Artal III consacre d'autres églises dépendant de l'abbaye d'Arles à cette époque, en peu de temps : Saint-Martin de Corsavy, le 12 octobre 1158 ; Saint-Étienne d'Arles, le 19 octobre de la même année ; Saint-Pierre de Riuferrer, le 15 novembre 1159 ; la chapelle Saint-Laurent sur la paroisse de Coustouges, le 22 novembre 1159.

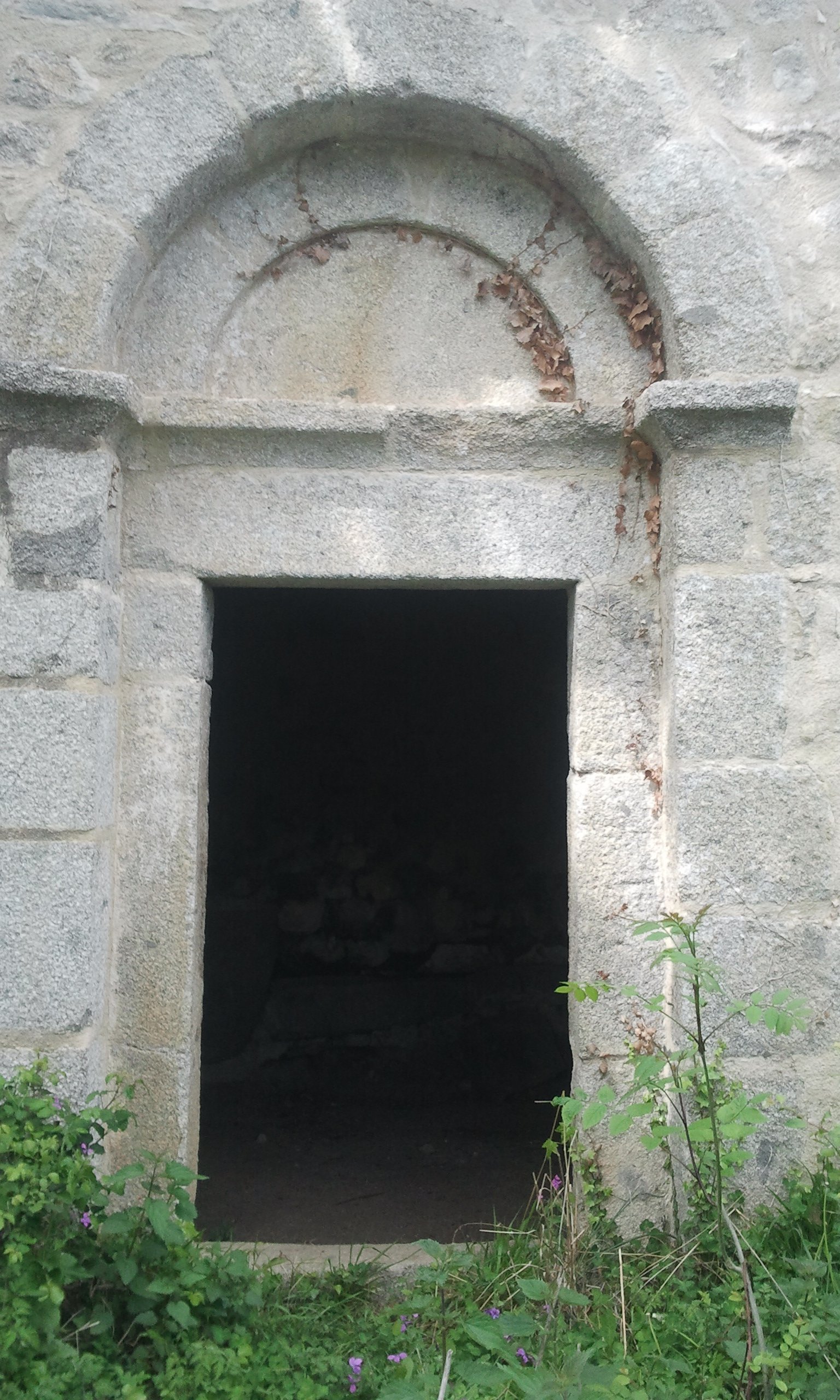
Le portail de Sainte-Cécile pourrait dater de 1159.

La cérémonie rassemble de nombreux notables de toute la région, en plus de l'évêque d'Elne : l'abbé Raymond d'Arles-sur-Tech, qui est à l'origine de cette nouvelle consécration, le chanoine de la cathédrale d'Elne ainsi que les seigneurs de Cos, de Montferrer, de Brouilla, de Passa, de Villelongue ainsi que, selon Jean Ribes, « une multitude de fidèles, venus parfois de fort loin ». Le portail actuel a peut-être été refait à cette occasion, de même qu'un porche ajouté devant l'église pour accueillir les nombreux fidèles.
La maison attenante à l'église est donnée à la paroisse, ainsi qu'un revenu égal à un tiers de la dîme perçue sur son territoire. Divers privilèges sont accordés au curé de la paroisse, dont celui de ne pas dépendre du batlle (équivalent du maire ou bailli) du village, mais directement de l'abbé d'Arles. Un cimetière, où les habitants devront être inhumés, est créé à côté de l'église. Le texte fondateur de la paroisse fixe également son territoire. Il comporte quatre grandes exploitations agricoles nommées La Font, Puig Rodon, Manyacas et Cos, ainsi que plusieurs habitations isolées, et s'étend jusqu'au village du Tech. Ce village est partagé entre deux paroisses : la rue d'Amont (ou carrer d'Amunt) fait partie de la paroisse Sainte-Cécile, le reste appartient à la paroisse Sainte-Juste-et-Sainte-Ruffine de Prats-de-Mollo. Le territoire de la paroisse est alors délimité par un col nommé coll de Maures et les trois rivières que sont la Coumelade, la Fou et le Tech.
Au XIIIe siècle, une tour à signaux (appelée Tour de Cos) est érigée au sommet de l'éperon rocheux surplombant l'église.
Aux XVe et XVIe siècles, les quatre mas de la paroisse Sainte-Cécile n'apportent plus suffisamment de revenus à leurs propriétaires, qui doivent payer de lourdes charges à l'abbaye d'Arles. Ils changent plusieurs fois de mains, parfois sous forme de simples dons.
En 1547, un nouveau venu s'installe dans la paroisse. Il s'agit d'un commerçant venu de la vallée d'Ossau (à l'autre extrémité des Pyrénées), nommé Joanoto de Trescases. Dès 1548, il commence à acheter des terres. Après sa mort en 1559, son domaine est étendu par son fils Jacques qui possède presque tout le territoire de la paroisse. Jean-Michel, fils de Jacques, obtient de l'abbaye d'Arles un allègement des nombreuses taxes et servitudes, en 1623.

### Désaffection et ruine

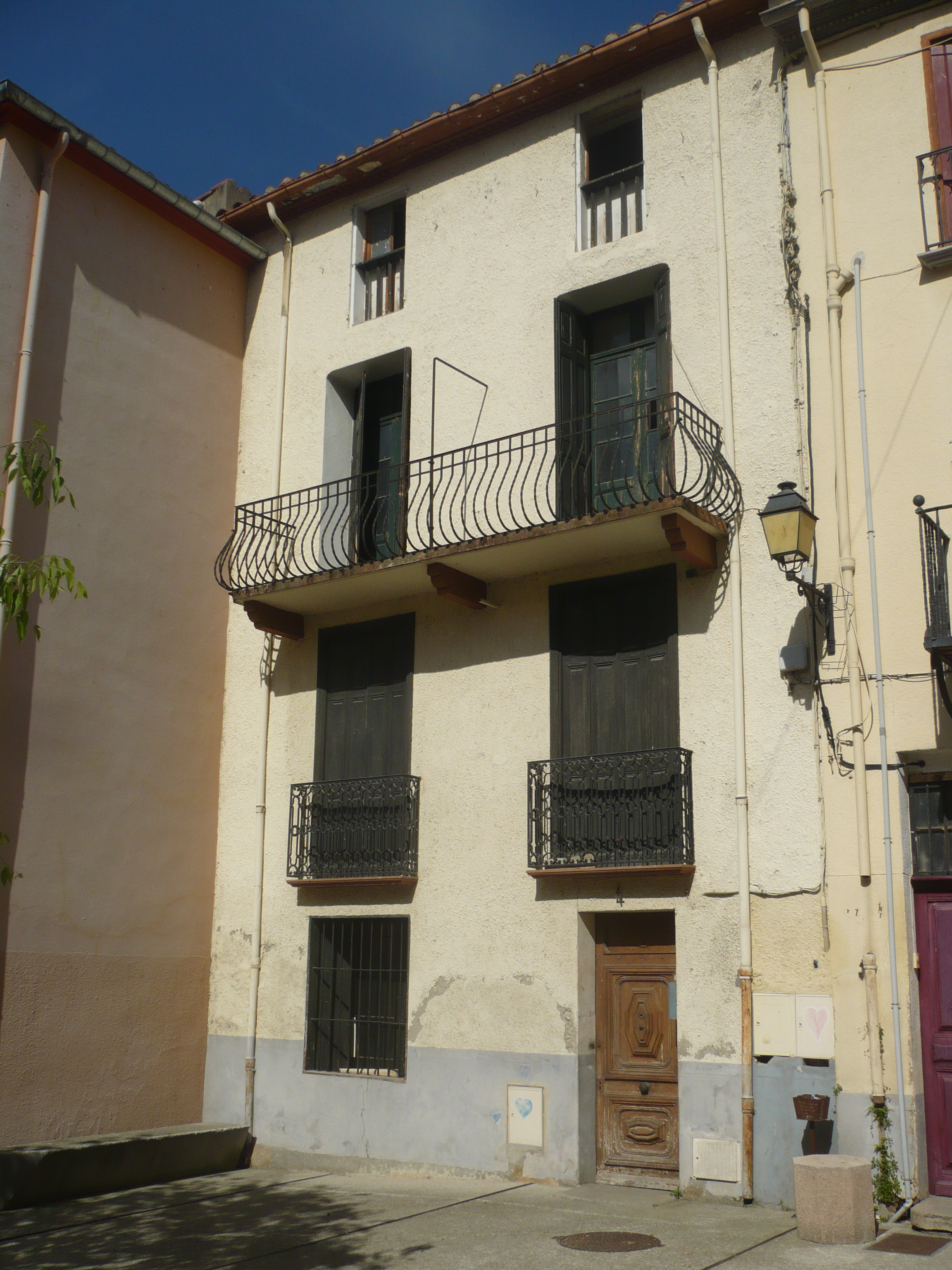
L'église Saint-Étienne est aujourd'hui intégrée dans une maison du centre d'Arles-sur-Tech.

En 1603 ou un peu avant, la paroisse de Sainte-Cécile est regroupée avec celle de Saint-Étienne d'Arles-sur-Tech. Le curé des deux paroisses réside dorénavant à Arles-sur-Tech, il ne vient plus à Cos que pour les enterrements et la messe dominicale, qui n'est plus célébrée que de façon irrégulière. Les paroissiens se tournent parfois vers d'autres prêtres plus accessibles. Cela est surtout le cas pour les habitants du village du Tech, qui ont à disposition une église près de chez eux, mieux desservie par les autorités ecclésiastiques de la paroisse de Prats-de-Mollo,. À la même époque, l'abbaye d'Arles s'affaiblit. Le chef de la famille Trescases, qui s'est installé au mas de Cos, a commencé à vendre des terres. Il obtient le titre de batlle. Les conséquences directes de cette désaffection sont un manque d'entretien du bâtiment attenant à l'église, qui tombe peu à peu en ruines, et un abandon progressif du cimetière. Par exemple, les victimes de Cos des inondations de 1763 sont enterrées dans le cimetière de la paroisse Saint-Étienne.
En 1711, Jean-Pierre Trescases, descendant de Joanoto, déclare, dans son testament, vouloir être enterré dans l'église Sainte-Cécile, qu'il désigne comme étant le « tombeau de ses ancêtres ».
Lors de la création des communes, en 1790, ni la paroisse de Cos, ni le village du Tech ne sont jugés aptes à être élevés au rang de commune, par manque d'habitants, malgré la demande de ces derniers. L'ensemble est intégré dans Prats-de-Mollo.
Le dernier acte religieux célébré à Sainte-Cécile en tant qu'église paroissiale est probablement le baptême, le 16 février 1794, de Joseph Paul Abdon, fils de Philippe Ramon, agriculteur demeurant au mas de Cos, et de son épouse Thérèse Valls.
En 1799 meurt Michel Trescases, qui est à la fois le dernier batlle(voir Batlle) de Cos et le dernier Trescases enterré dans Sainte-Cécile.
Après la Révolution française, l'église Sainte-Cécile est pillée et brûlée par des soldats espagnols durant les raids que ceux-ci mènent dans le département après le retrait des troupes napoléoniennes d'Espagne. Les dalles du sol sont soulevées, les restes de la famille Trescases profanés. La cloche est, selon la tradition orale, volée pour être revendue à un ferrailleur. La tradition rapporte que des paroissiens, ayant repéré le voleur, l'ont intercepté pour lui ordonner de ramener l'objet de son méfait au Tech. Si l'anecdote n'est pas attestée par des textes historiques, la cloche de Sainte-Cécile se retrouve bel et bien accrochée dans l'église du Tech, d'où elle disparaît, emportée avec toute l'église par les inondations catastrophiques de 1940.
Le Tech est constitué en paroisse en 1826, puis obtient le statut de commune en 1859. Son territoire comprend la vallée de la rivière Coumelade et celui de l'ancienne paroisse de Sainte-Cécile. C'est Michel Trescases, descendant direct de Juanoto, arrière-petit-fils du Michel Trescases cité plus haut et propriétaire de Cos qui obtient ce statut. Il est le premier maire du Tech, de 1862 à sa mort en 1909. Il fait construire une route carrossable bordée de platanes entre Cos et le village du Tech.
L'édifice tombe en ruines et est envahi de végétation. Afin de limiter l'avancement des dégâts, les propriétaires déblaient les décombres et défrichent les alentours immédiats de l'église, y compris l'intérieur où des arbres ont poussé au milieu des années 1960.
En 1984, Jean Ribes mentionne la voûte de l'église Sainte-Cécile comme « complètement effondrée » alors qu'elle était « encore intacte au début de ce siècle » et signale des traces de fresques sur l'arc triomphal, ainsi qu'un escalier situé à gauche de l'entrée menant à une tribune. Seul un pan de mur subsiste du chevet. Les derniers restes de peinture de l'arc triomphal, qui représentaient un ciel étoilé, disparaissent avant l'an 2000.
En 1996 et 1997, une restauration partielle est menée sous la direction de l'historien Pierre Ponsich. Les travaux consistent dans un premier temps à remonter les murs effondrés. Les voûtes sont également reconstituées, en béton pour la nef, en pierres pour l'abside.

## Architecture

Plan de l'église.
1. Nef – 2. Chevet – 3. Cuve baptismale – 4. Porche.

Le plan de Sainte-Cécile de Cos est habituel pour les églises préromanes de la région : orienté est/ouest, l'édifice est composé d'une nef simple approximativement rectangulaire prolongée à l'est par un chevet plat, de forme trapézoïdale dont l'axe est légèrement décalé par rapport à celui de la nef. Une dernière caractéristique préromane est donnée par les fenêtres, rares et à simple ébrasement, et par l'emplacement de l'unique porte, percée dans le mur sud de la nef. L'ensemble est voûté en berceau. Au niveau de la séparation entre la nef et l'abside s'élèvent les restes d'un clocher-mur qui devait autrefois comporter une ou deux baies.

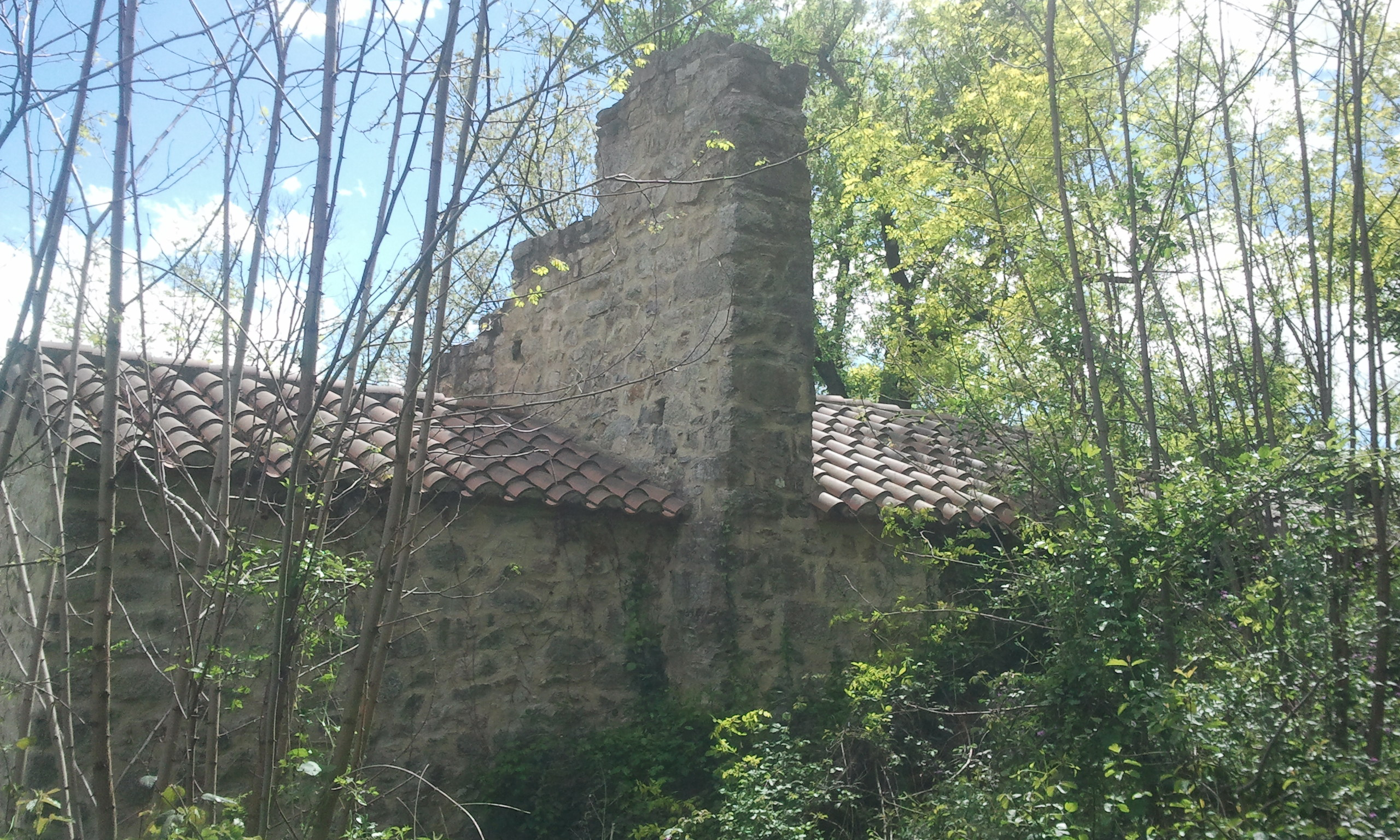
La façade nord et le clocher.
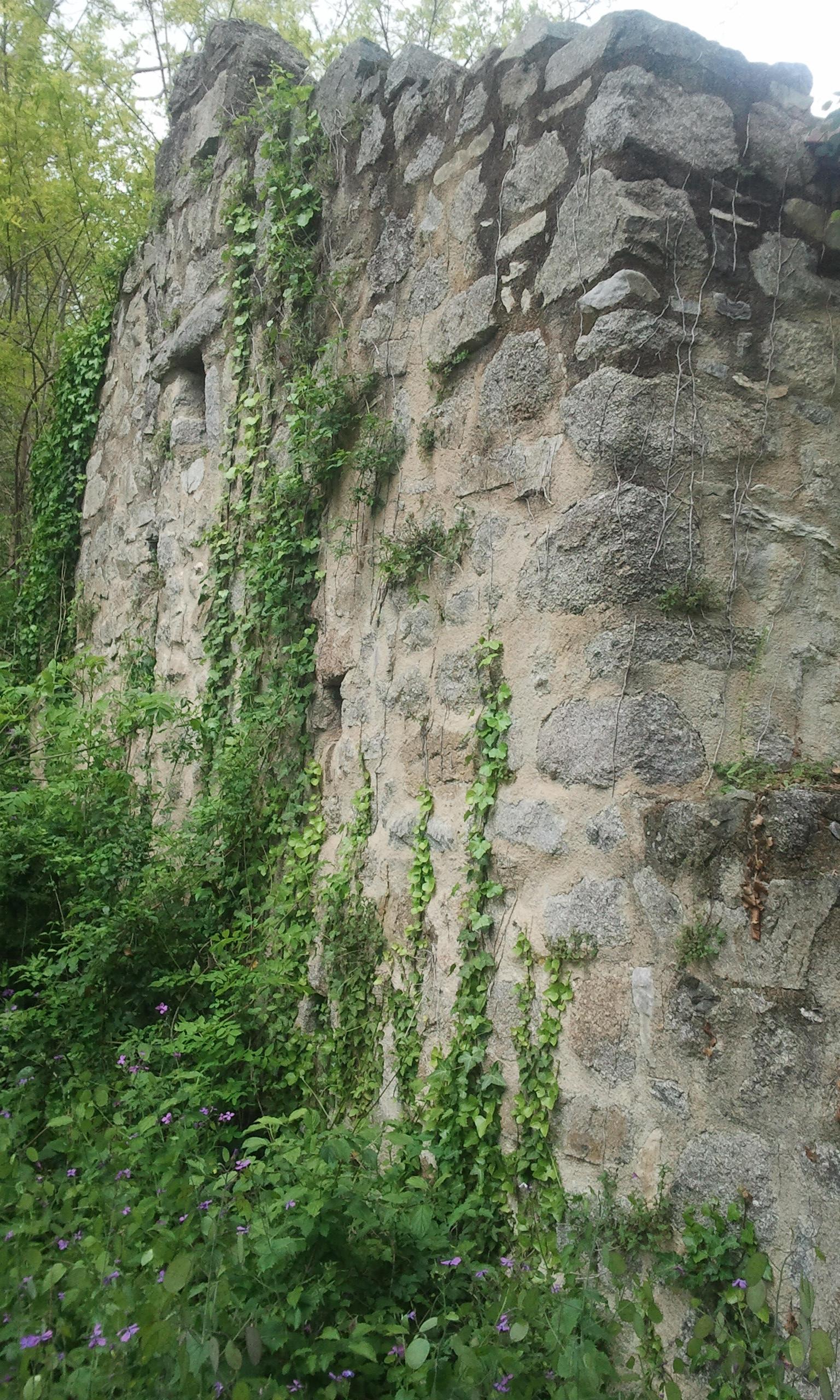
La façade ouest.
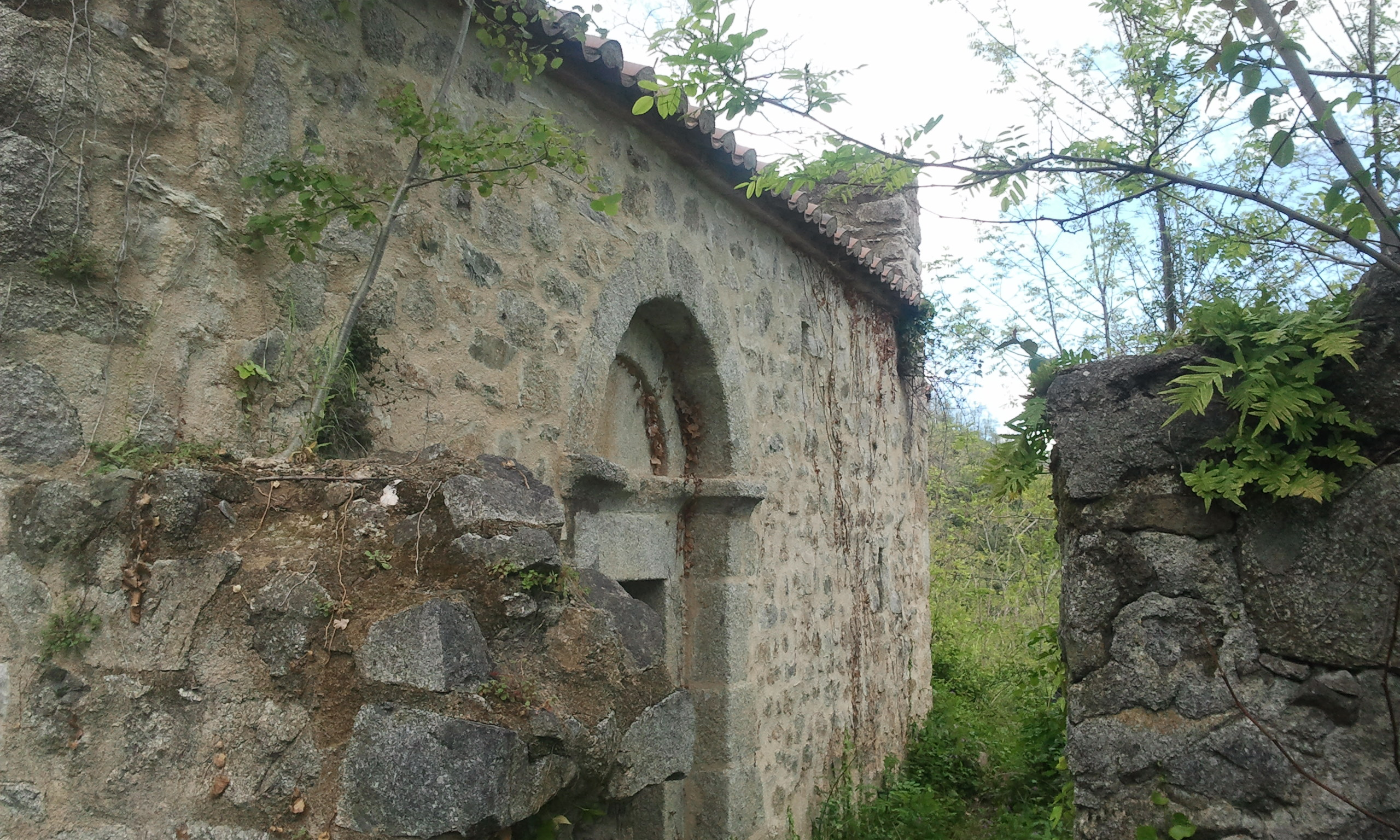
La façade sud.

La nef mesure 8,70 m de long pour 5,80 m de large. Le chevet est un quadrilatère de 4,50 m de large pour une profondeur de 3,50 m.
L'appareil est constitué de moellons grossièrement cassés au marteau et reliés par un abondant mortier de chaux, renforcé dans les angles par des pierres plus grandes et taillées avec davantage de précision. Les murs sont très épais. L'irrégularité de la maçonnerie, plus forte dans le chevet que dans la nef, semble y indiquer une construction plus ancienne. Les pierres utilisées sont d'origine locale, plus grandes et plus régulières dans la nef que dans l'abside. Le mur nord abrite deux niches rectangulaires.

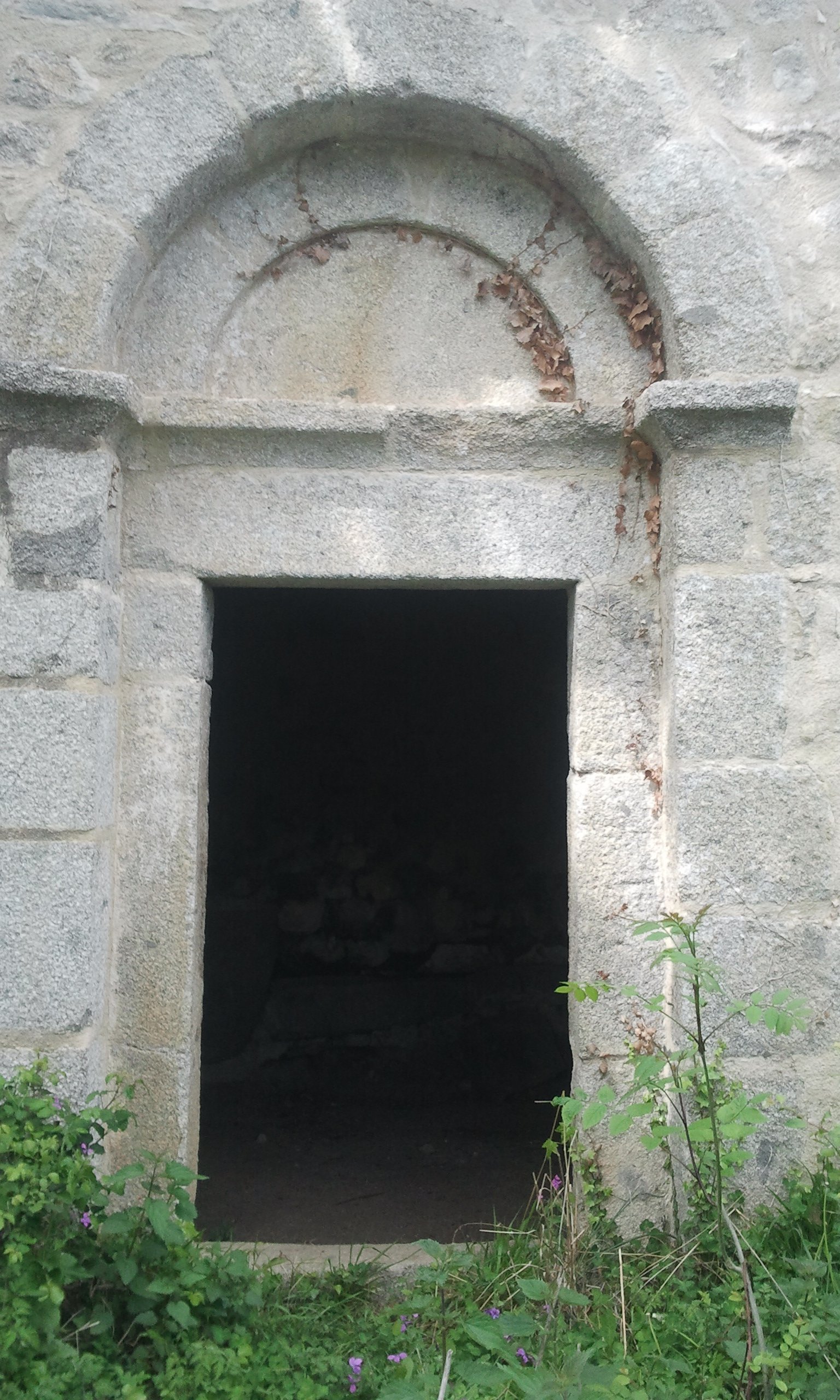
Le portail
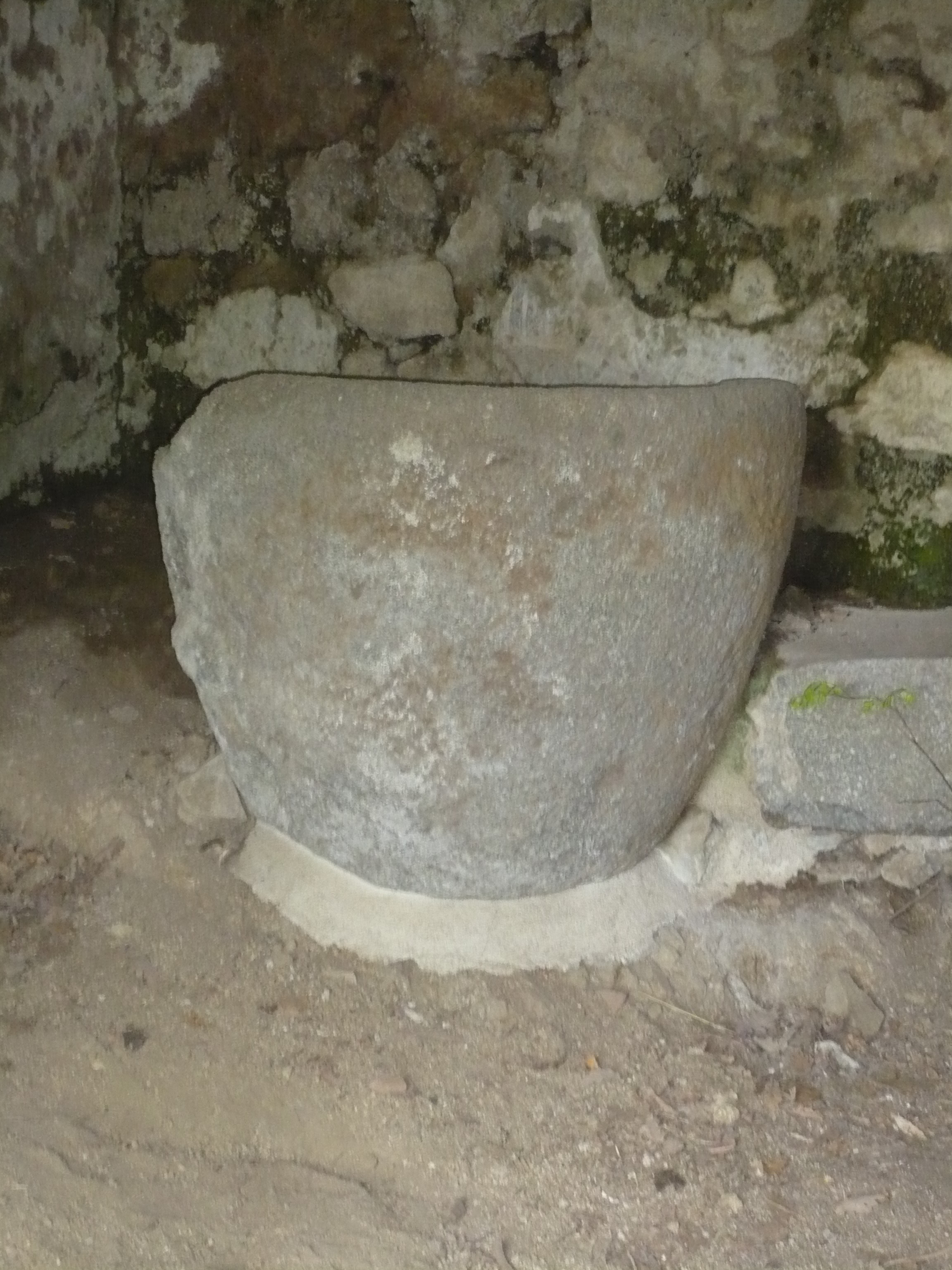
La cuve baptismale
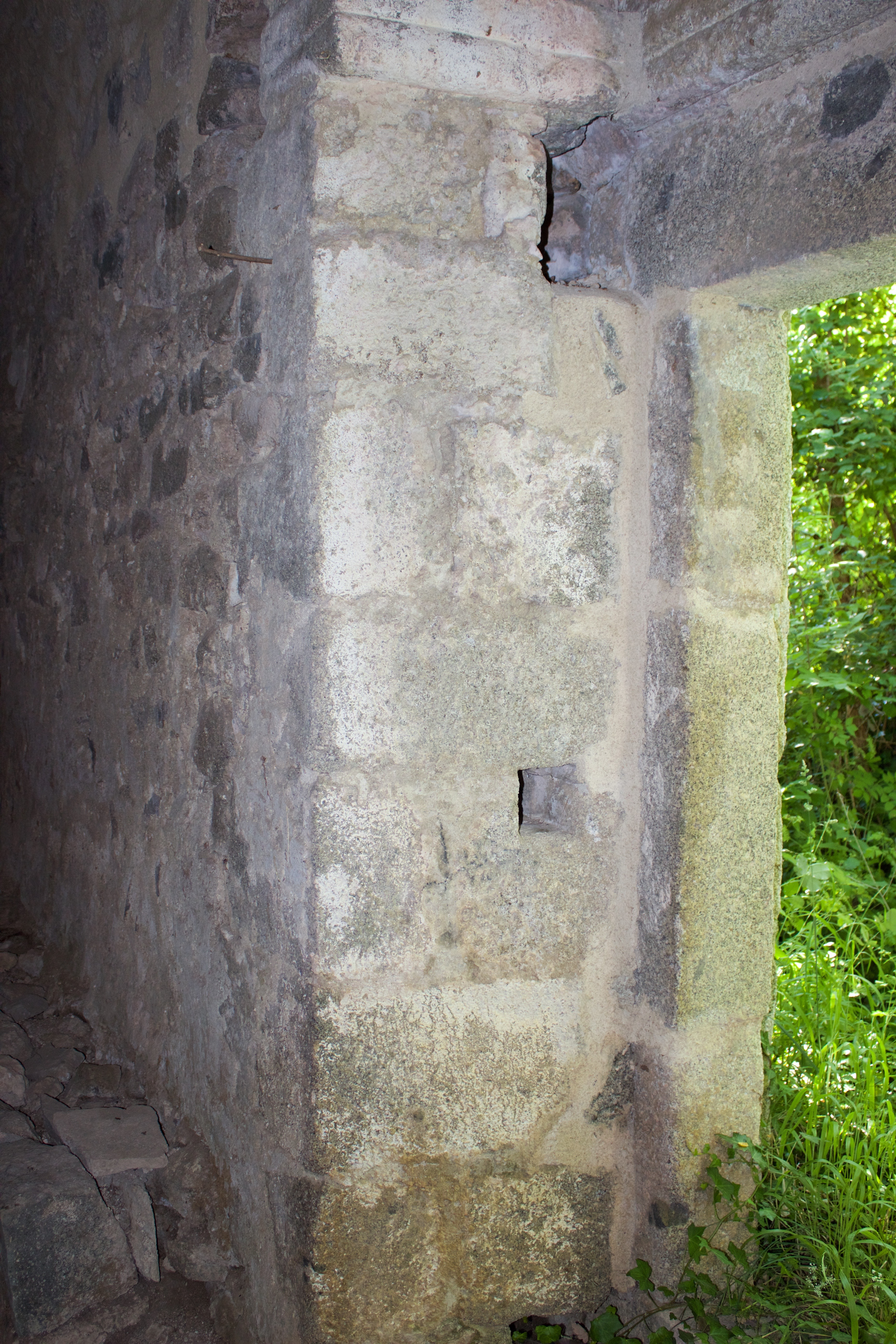
Épaisseur des murs au niveau du portail
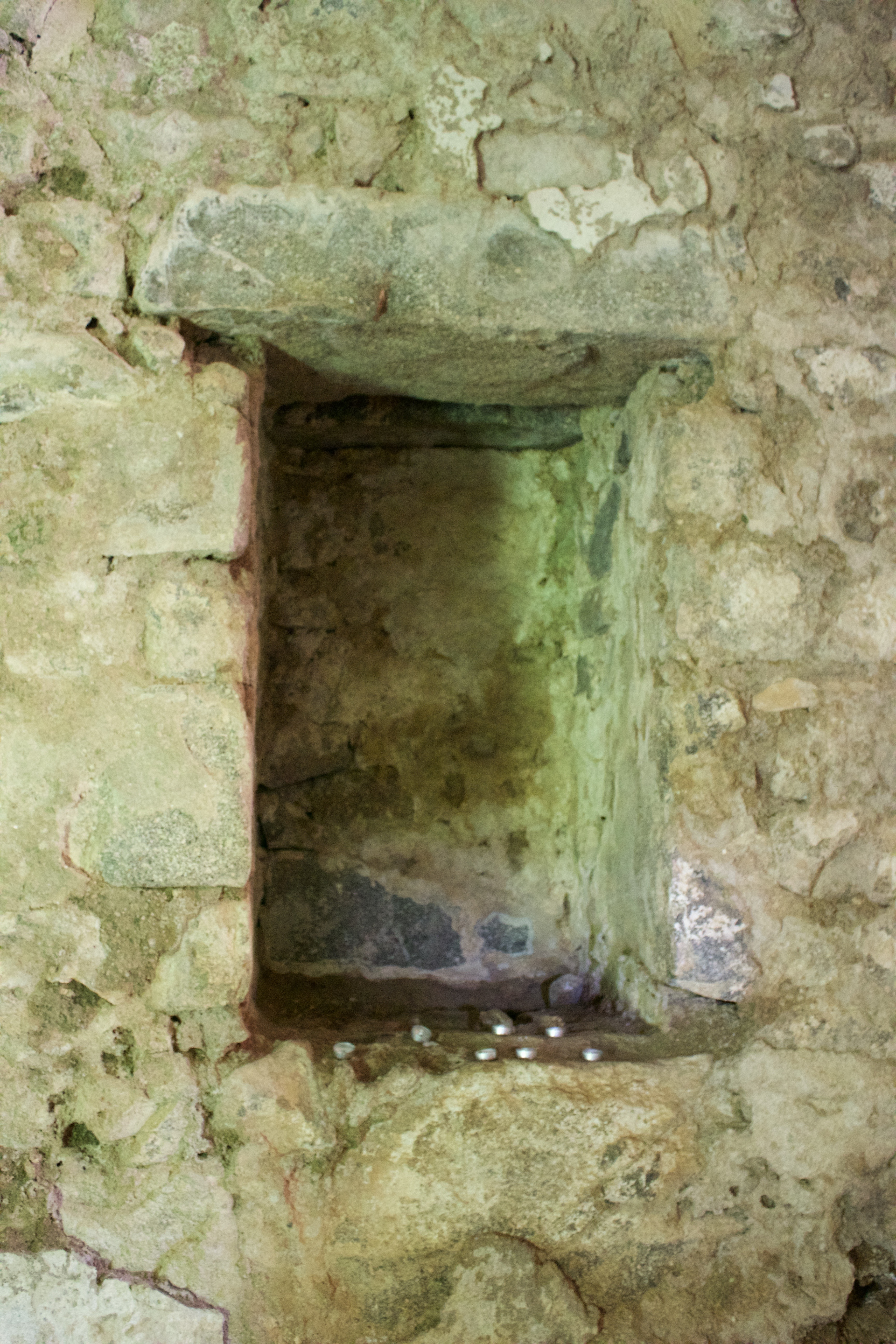
La niche située près du chevet

À l'intérieur, les murs sud et nord sont longés par un banc en pierre. Deux marches permettent d'accéder à l'abside, dont le sol est plus élevé que celui de la nef. Les deux parties du bâtiment sont reliées par un arc triomphal en plein cintre bâti en lauses très fines, également reliées par un abondant mortier sur lequel subsistent des traces des planches utilisées pour le maintenir durant la construction. Une cuve baptismale en granite de forme ovoïde, très usée, date peut-être de l'époque romane.

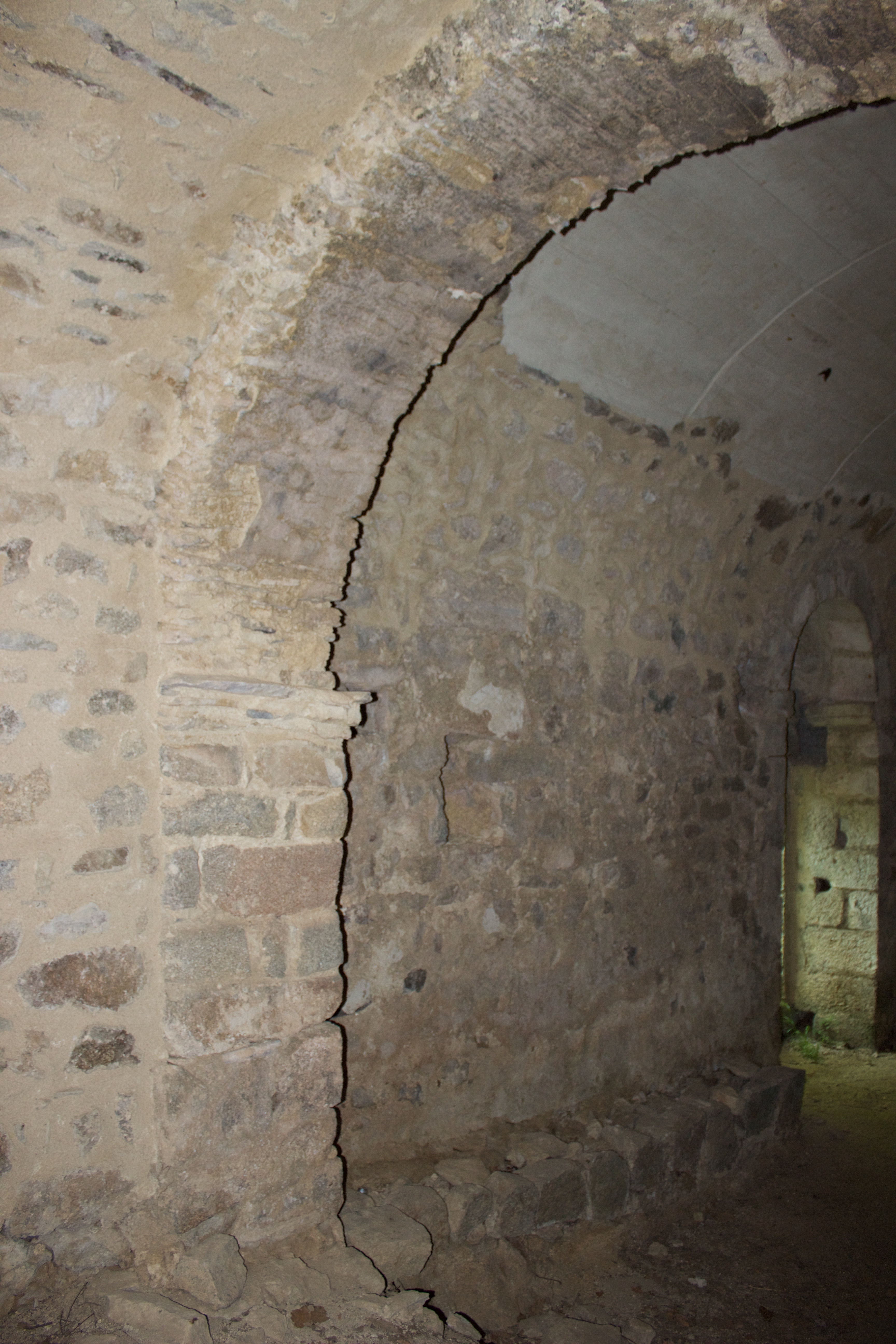
Partie sud de l'arc triomphal depuis l'abside
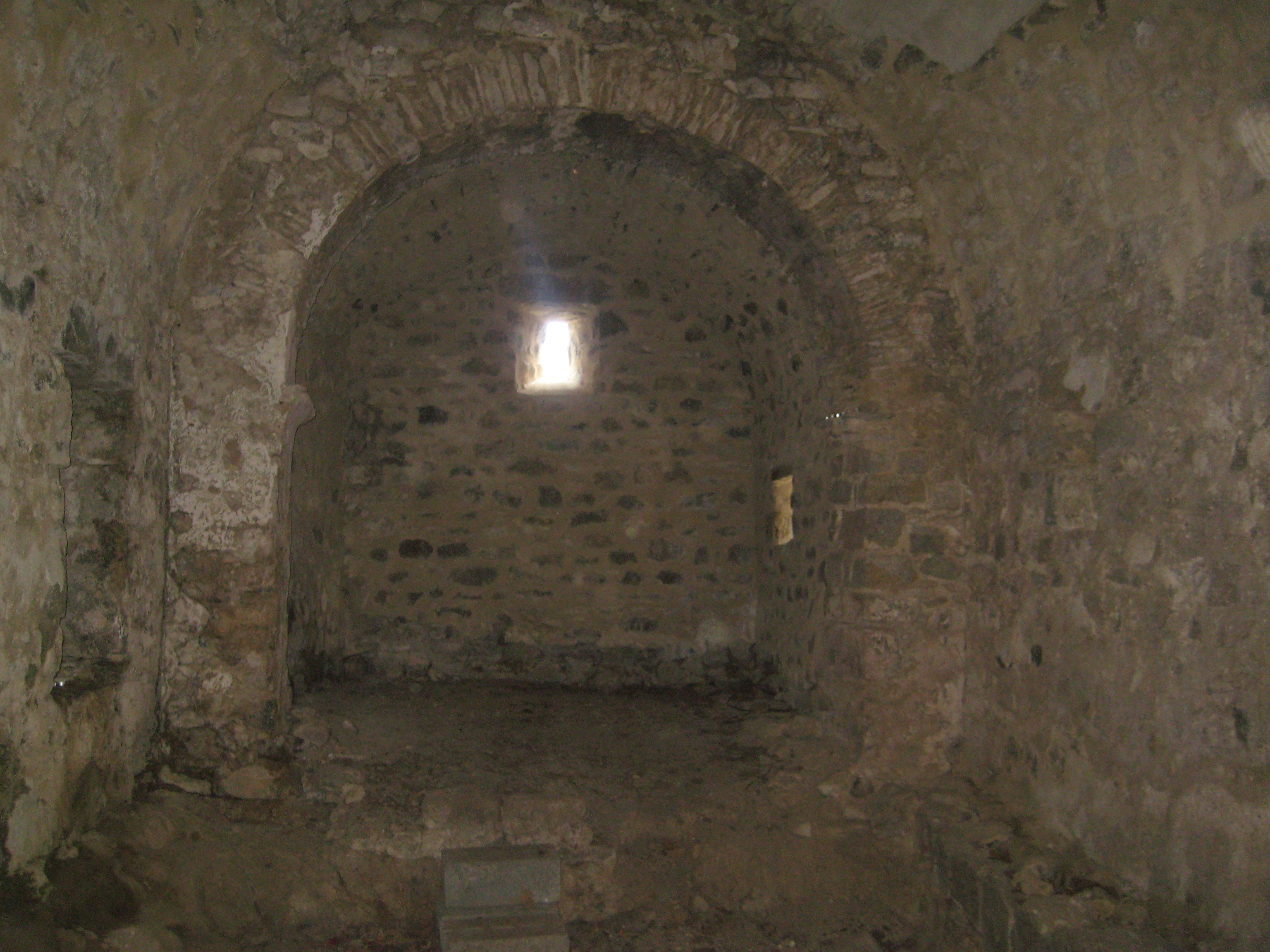
Vue intérieure de l'abside depuis la nef
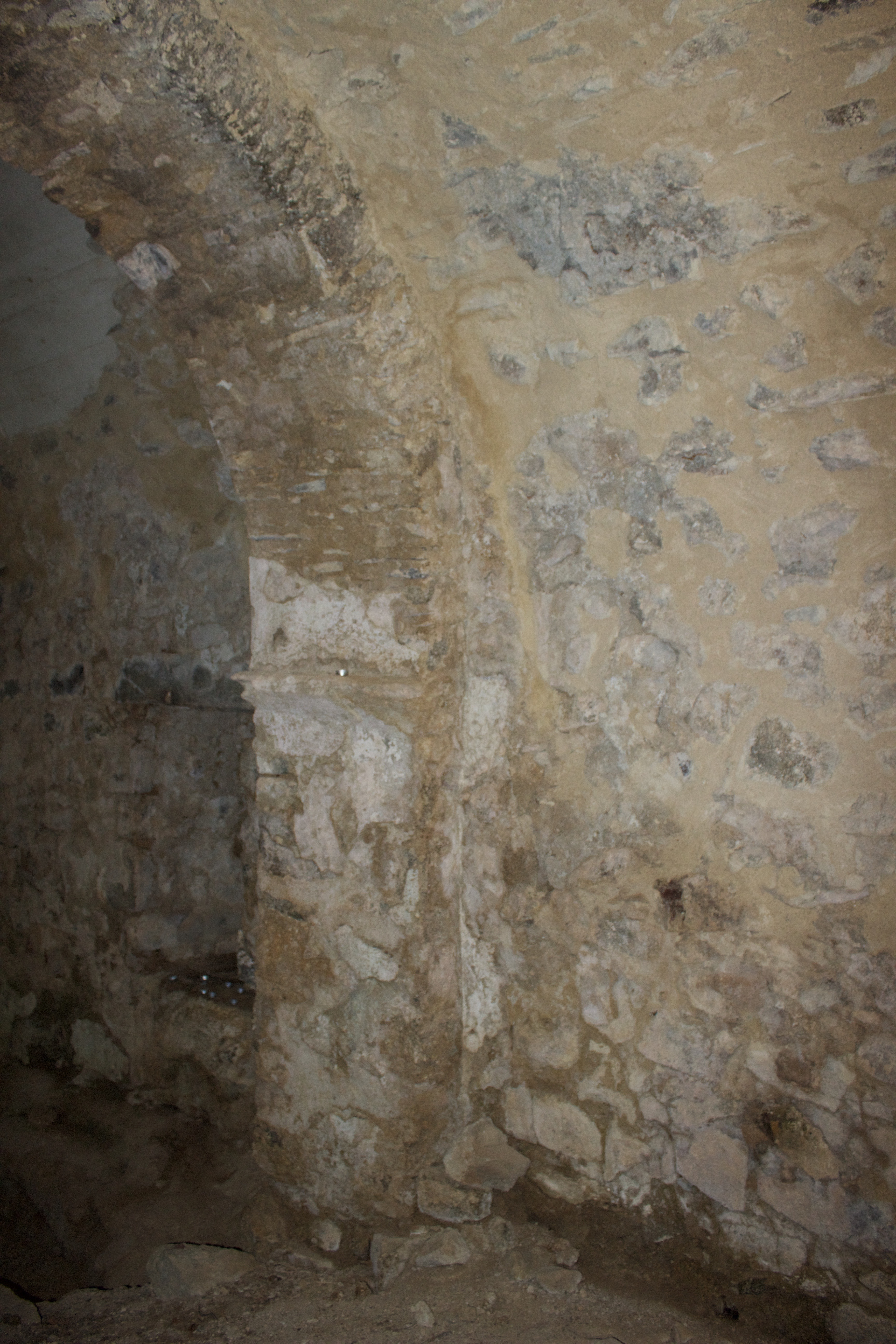
Partie nord de l'arc triomphal depuis l'abside